# أوسكار هرنانديز
أوسكار هرنانديز (بالإنجليزية: Oscar Hernández)‏ هو عازف بيانو وملحن أمريكي، ولد في 22 مارس 1954 في مانهاتن في الولايات المتحدة.

## وصلات خارجية
- أوسكار هرنانديز على موقع ميوزك برينز (الإنجليزية)
- أوسكار هرنانديز على موقع ديسكوغز (الإنجليزية)